# Suchy Las (kawiarnia)

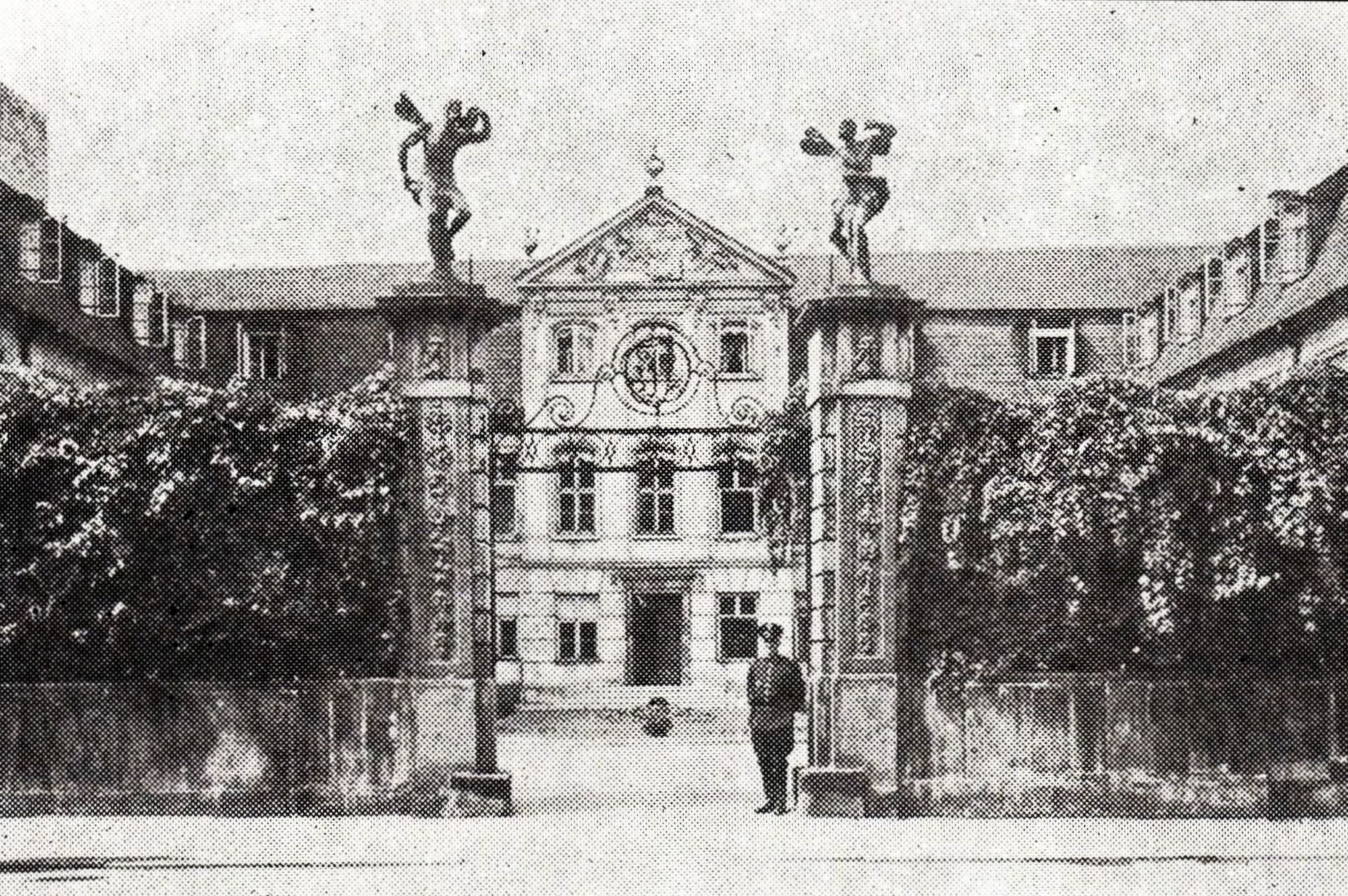
Pałac Pod Czterema Wiatrami

Suchy Las, Kawa na Suchym Lesie – kawiarnia założona w 1822 roku przez K. Bautza w kamienicy Gaszyńskiego przy ul. Długiej w Warszawie (na wprost kościoła pijarów).
Gośćmi kawiarni byli m.in. aktorzy Teatru Narodowego: Alojzy Żółkowski (ojciec) i Ludwik Adam Dmuszewski.
W kolejnych latach przeniesiona do nieruchomości E. Epsteina (ul. Długa), a później do pałacu Pod Czterema Wiatrami. Funkcjonowała do 1855 roku.